# Allosoma
Allosoma är ett släkte av svampar. Allosoma ingår i klassen Dothideomycetes, divisionen sporsäcksvampar och riket svampar.